# Philidris nagasau
Philidris nagasau är en myrart som först beskrevs av Mann 1921.  Philidris nagasau ingår i släktet Philidris och familjen myror.

## Underarter
Arten delas in i följande underarter:
- P. n. agnata
- P. n. alticola
- P. n. nagasau